# Carsten Brandt
Carsten Brandt (Aarhus, 4 de mayo de 1964) es un deportista danés que compite en tiro, en la modalidad de rifle. Ganó dos medallas en el Campeonato Europeo de Tiro, en los años 2001 y 2024.

## Palmarés internacional
| Campeonato Europeo | Campeonato Europeo | Campeonato Europeo | Campeonato Europeo                |
| Año                | Lugar              | Medalla            | Prueba                            |
| ------------------ | ------------------ | ------------------ | --------------------------------- |
| 2001               | Zagreb (Croacia)   | Medalla de plata   | Rifle en pos. tendida 300 m       |
| 2024               | Osijek (Croacia)   | Medalla de bronce  | Rifle en pos. tendida 300 m mixto |